# Liste der Kulturdenkmäler in Dahlheim
In der Liste der Kulturdenkmäler in Dahlheim sind alle Kulturdenkmäler der rheinland-pfälzischen Ortsgemeinde Dahlheim aufgeführt. Grundlage ist die Denkmalliste des Landes Rheinland-Pfalz (Stand: 8. Dezember 2023).

## Einzeldenkmäler
| Bezeichnung                         | Lage                               | Baujahr                  | Beschreibung | Bild |
| ----------------------------------- | ---------------------------------- | ------------------------ | --- | ---- |
| Katholische Pfarrkirche St. Jakobus | Friedhofstraße 1 Lage              | 1838–40                  | spätklassizistischer Saalbau, 1838–40 | BW   |
| Wohnhaus                            | Mittelstraße 43 Lage               | frühes 19. Jahrhundert   | Fachwerkhaus, teilweise massiv, Krüppelwalmdach, frühes 19. Jahrhundert; Fachwerkscheune, 18. Jahrhundert, Kniestock aus dem 19. Jahrhundert | BW   |
| Schulhaus                           | Schulstraße 2 Lage                 | um 1860/70               | ehemalige Schule; zweieinhalbgeschossiger Bruchsteinbau, eingeschossiger Bruchsteinanbau, um 1860/70                                         | BW   |
| Heiligenhäuschen                    | südlich des Ortes an der K 84 Lage | 18. oder 19. Jahrhundert | Heiligenhäuschen, Bruchsteinblock, 18. oder 19. Jahrhundert                                                                                  | BW   |